# توافق‌نامه مجوز کاربر نهایی
در نرم‌افزار مالکیتی، یک توافقنامه مجوز کاربر نهایی (به انگلیسی: EULA) یا قرارداد مجوز نرم‌افزار، قراردادی است مابین کاربر نرم‌افزار و ارائه‌کنندهٔ آن، که حق استفاده از نرم‌افزار را به کاربر می‌دهد. این مجوز ممکن است علاوه بر حقوق طبیعی کاربر از جمله دکترین نخستین فروش و حقوق قانونی مربوط به آزادی در استفاده، بایگانی، فروش مجدد و پشتیبان‌گیری، راه‌های مجاز استفاده از آن نسخه از نرم‌افزار را هم تعریف کند.
بسیاری از تولیدکنندگان نرم‌افزار، توافق‌نامه مجوز کاربر نهایی را تنها به صورت دیجیتال تهیه می‌کنند و از طریق گذاشتن پیوندی به آن، قبل از نصب نرم‌افزار از کاربر می‌خواهند که آن را «قبول کند». از آنجایی که کاربر معمولاً تا پیش از سفارش و خرید نرم‌افزار، این قرارداد را نمی‌بیند، این اسناد ممکن است یک نوع «قرارداد الحاقی» به حساب آیند.